# Hockeln
Hockeln [ˈhoːkəln] ist ein nordöstlicher Ortsteil der Stadt Bad Salzdetfurth in Niedersachsen. Im Norden, dicht am Ort, fließt die Innerste.

## Geschichte
Erste urkundliche Erwähnung fand Hockeln im Jahr 1146 als "Hukenem" in der Gründungsurkunde des Godehardiklosters.
Am 1. März 1974 wurde Hockeln in die Stadt Bad Salzdetfurth eingegliedert.

## Politik
Ortsvorsteherin ist seit 2023 Anne Zückert-Musiol.

## Kultur und Sehenswürdigkeiten
- Der heutige katholische Kapellenbau St. Johannes Evangelist ersetzte im Jahr 1863/64 die abgerissene Vorgängerkapelle.[3][4]

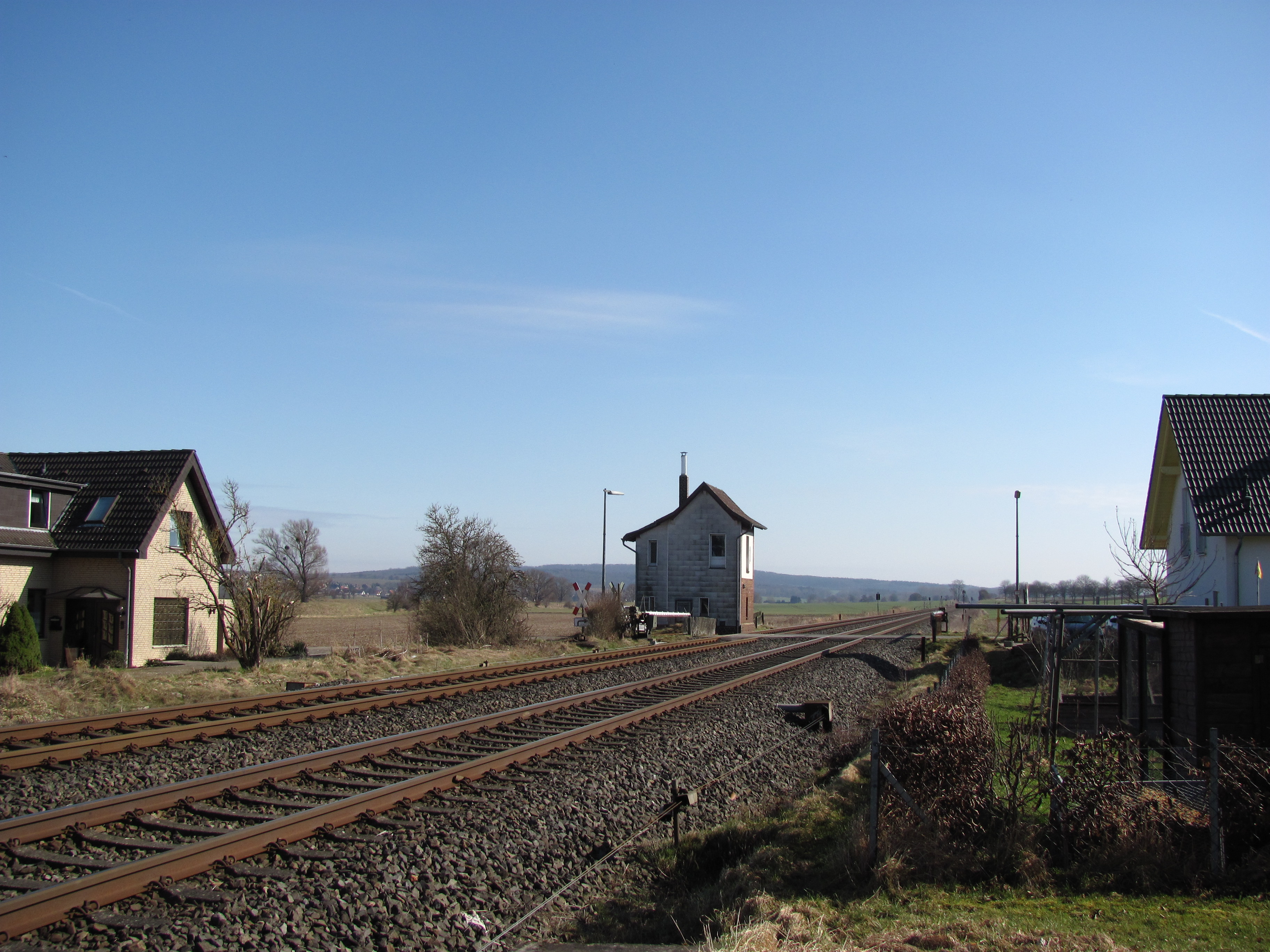
Bahnwärterhaus und ehemaliger Haltepunkt

- Eine weitere Attraktion Hockelns ist das letzte bis zum 12. September 2014 um 13 Uhr bemannte Bahnwärterhaus Norddeutschlands gewesen, das im Nordosten des Dorfes an der Bahnstrecke Hildesheim–Goslar zu sehen ist. Die Schranken wurden bis zu diesem Tag noch von Hand betrieben. Der Bahnübergang wurde von einer automatischen Anlage ersetzt.[5] Hier befand sich ebenfalls der Haltepunkt Hockeln, an dem mehrmals täglich Nahverkehrszüge von und nach Hildesheim hielten und der 1987 aufgegeben wurde.
- Im Süden des Dorfes ist ein steinernes Flurkreuz von 1833 beachtenswert.
- In der Ortsmitte sind mehrere gut erhaltene Fachwerkhäuser vorhanden.

## Wirtschaft und Infrastruktur
Mit öffentlichen Verkehrsmitteln ist Hockeln nur an Schultagen mit dem Schulbus von Bad Salzdetfurth aus zu erreichen.